# Гимн Сент-Винсента и Гренадин
Гимном Сент-Винсента и Гренадин является музыкальное произведение «Сент-Винсент, такая прекрасная земля». Стихи: Филлис Джойс Макклин Паннетт, музыка: Джоэль Бертрам Мигель.
Песня была впервые официально использована в 1967 году и была официально утверждена в качестве государственного гимна после обретения независимости в 1979 году.

## Слова гимна (на английском языке)
Verse I:
Saint Vincent, land so beautiful,
With joyful hearts we pledge to thee.
Our loyalty and love and vow
To keep you ever free.
Chorus:
What e’er the future brings,
Our faith will keep us true.
May peace reign from shore to shore,
And God bless and keep us true.
Verse II:
Hairoun, our fair and blessed Isle
Your mountains high, so clear and green
Are home to me, though I may stray
A haven, calm, serene.
Verse III:
Our little sister islands are,
Those gems, the lovely Grenadines.
Upon their seas and golden sands,
The sunshine ever beams.